# Boris Vladimirovič Jašin
Boris Vladimirovič Jašin (in russo Борис Владимирович Яшин?; Baku, 10 maggio 1932 – Mosca, 18 febbraio 2019) è stato un regista sovietico.

## Filmografia parziale

### Regista
- Pjad' zemli (1964)
- Gorod pervoj ljubvi (1970)
- Liven' (1974)
- Dolgi naši (1977)